# مانوئل دلوچی
مانوئل دلوچی (انگلیسی: Manuel Deluchi؛ 1880s – ?) بازیکن فوتبال اهل آرژانتین بود.
از باشگاه‌هایی که در آن بازی کرده‌است می‌توان به باشگاه اتلتیکو ایندپندینته اشاره کرد.